# Пеньки (Хмельницкая область)
Пеньки (укр. Пеньки) — село в Староконстантиновском районе Хмельницкой области Украины.
Население по переписи 2001 года составляло 517 человек. Почтовый индекс — 31110. Телефонный код — 3854. Занимает площадь 1,803 км². Код КОАТУУ — 6824286701.

## Местный совет
31110, Хмельницкая обл., Староконстантиновский р-н, с. Пеньки